# Hadrurus hirsutus
Espèce
Synonymes
- Buthus hirsutus Wood, 1863
- Buthus emarginaticeps Wood, 1863
- Hadrurus thayeri Stahnke, 1969

Hadrurus hirsutus est une espèce de scorpions de la famille des Hadruridae.

## Distribution
Cette espèce est endémique de Basse-Californie du Sud au Mexique.

## Description
Le mâle décrit par Williams en 1970 mesure 107,4 mm et la femelle 98,7 mm.

## Systématique et taxinomie
Cette espèce a été décrite sous le protonyme Buthus hirsutus par Wood en 1863. Elle est placée dans le genre Hadrurus par Thorell en 1876.

## Publication originale
- Wood, 1863 : Descriptions of new species of North American Pedipalpi. Proceedings of the Academy of Natural Sciences of Philadelphia, vol. 15, p. 107-112 (texte intégral).